# M202 FLASH
O M202 FLASH ("Flame Assault Shoulder") é um lança-foguetes americano fabricado pela Northrop Corporation, projetado para substituir os lança-chamas antigos da Segunda Guerra Mundial (como o M1 e o M2) que permaneceram como dispositivos incendiários padrão dos militares até a década de 1980. O protótipo de lançador XM202 foi testado na Guerra do Vietnã, como parte do sistema XM191.

## História
O Exército dos Estados Unidos emitiu M202 conforme necessário, com a sede de cada empresa de fuzis sendo autorizada a ter um único lançador, geralmente emitido como um por pelotão de fuzis. Embora muito mais leve do que o lança-chamas M2 que substituiu, a arma ainda era volumosa de usar e a munição sofria de problemas de confiabilidade. Como resultado, a arma foi em grande parte relegada ao armazenamento em meados da década de 1980, embora nominalmente continue a fazer parte do arsenal do Exército dos EUA.
No serviço do Corpo de Fuzileiros Navais dos EUA, o M202 foi emitido para equipes dedicadas de 0351 Assaultman em nível de batalhão. A seção de assalto do Pelotão de Armas continha três esquadrões, cada um com uma equipe de lançador. Com a introdução do SMAW em meados da década de 1980, o M202 foi descontinuado e substituído por lançadores SMAW.
O M202A1 está entre as armas listadas no inventário das unidades dos EUA na Guerra do Afeganistão.

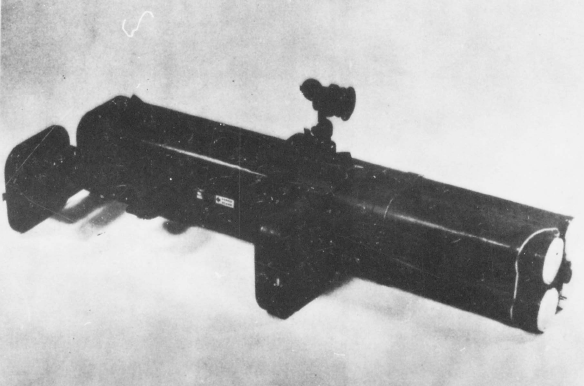
XM191 MPFW

## Projeto
O M202A1 possui quatro tubos que podem carregar foguetes incendiários de 66 mm. Os foguetes M-74 são equipados com ogivas M235, contendo aproximadamente 610 g de agente incendiário. A substância, muitas vezes confundida com napalm, é na verdade TPA (agente pirofórico espessado).

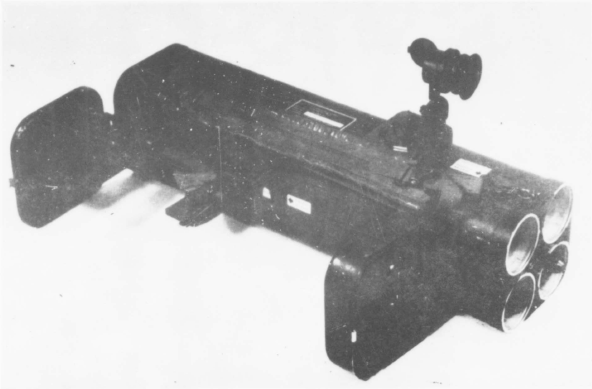
M202 aberto.

O TPA é trietilalumínio (TEA) espessado com poliisobutileno, na presença de n-hexano, evitando a combustão espontânea após a ruptura da ogiva. O TEA, um composto organometálico, é pirofórico e queima espontaneamente a temperaturas de 1600 °C quando exposto ao ar. Ele queima "em brasa" por causa do alumínio, muito mais quente que a gasolina ou o napalm. A emissão de luz e calor é muito intensa e pode produzir queimaduras na pele a alguma distância (próxima) sem contato direto com a chama, apenas por irradiação térmica. Uma munição de agente de controle de multidões usando gás CS, o XM96, foi testado, mas nunca entrou em serviço.

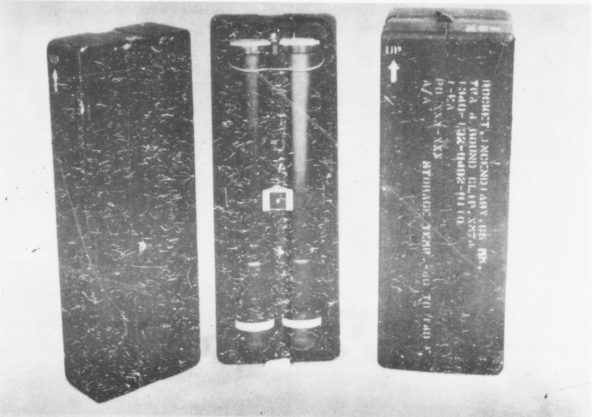
Componente contendo o M-74

A arma deve ser disparada a partir do ombro direito e pode ser disparada em pé, agachado ou deitado. Ele é carregado com um clipe que mantém um conjunto de quatro foguetes juntos, que é inserido na parte traseira do lançador e pode ser empurrado além da posição de lançamento para permitir que o lançador seja transportado com mais facilidade enquanto carregado.

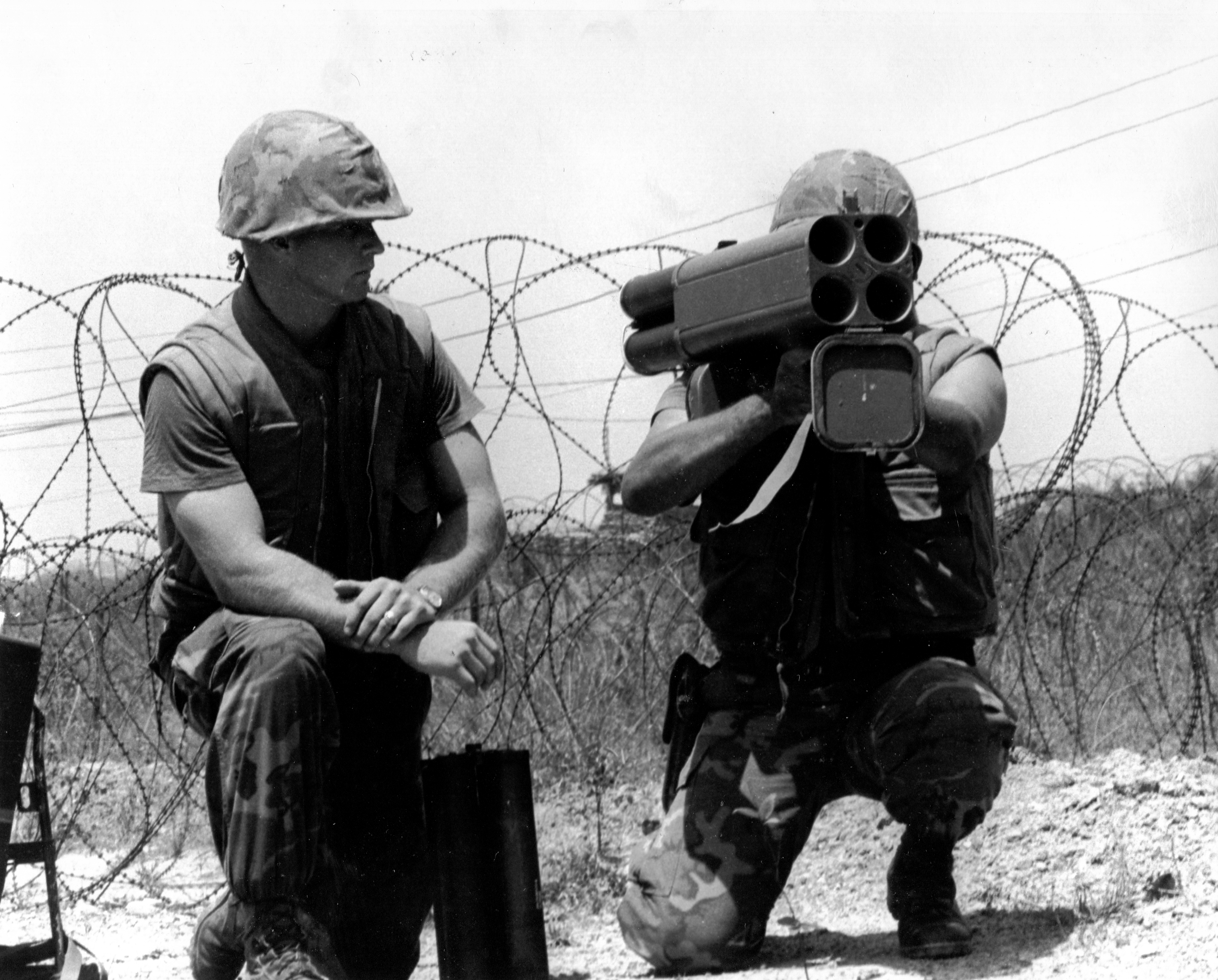
Fuzileiros navais se preparam para testar um M202 no Vietnã do Sul, 1970

O M202A1 foi classificado como tendo 50% de chance de acertar os seguintes alvos nas distâncias indicadas, assumindo que todos os quatro foguetes foram disparados ao mesmo tempo:
- Abertura do bunker: 50 metros
- Janela: 125 metros
- Arma posicionada ou veículo parado: 200 metros
- Formação de tropas do tamanho de um esquadrão: 500 metros

## Operadores
- Coreia do Sul
  - Exército da Coreia do Sul
- Estados Unidos

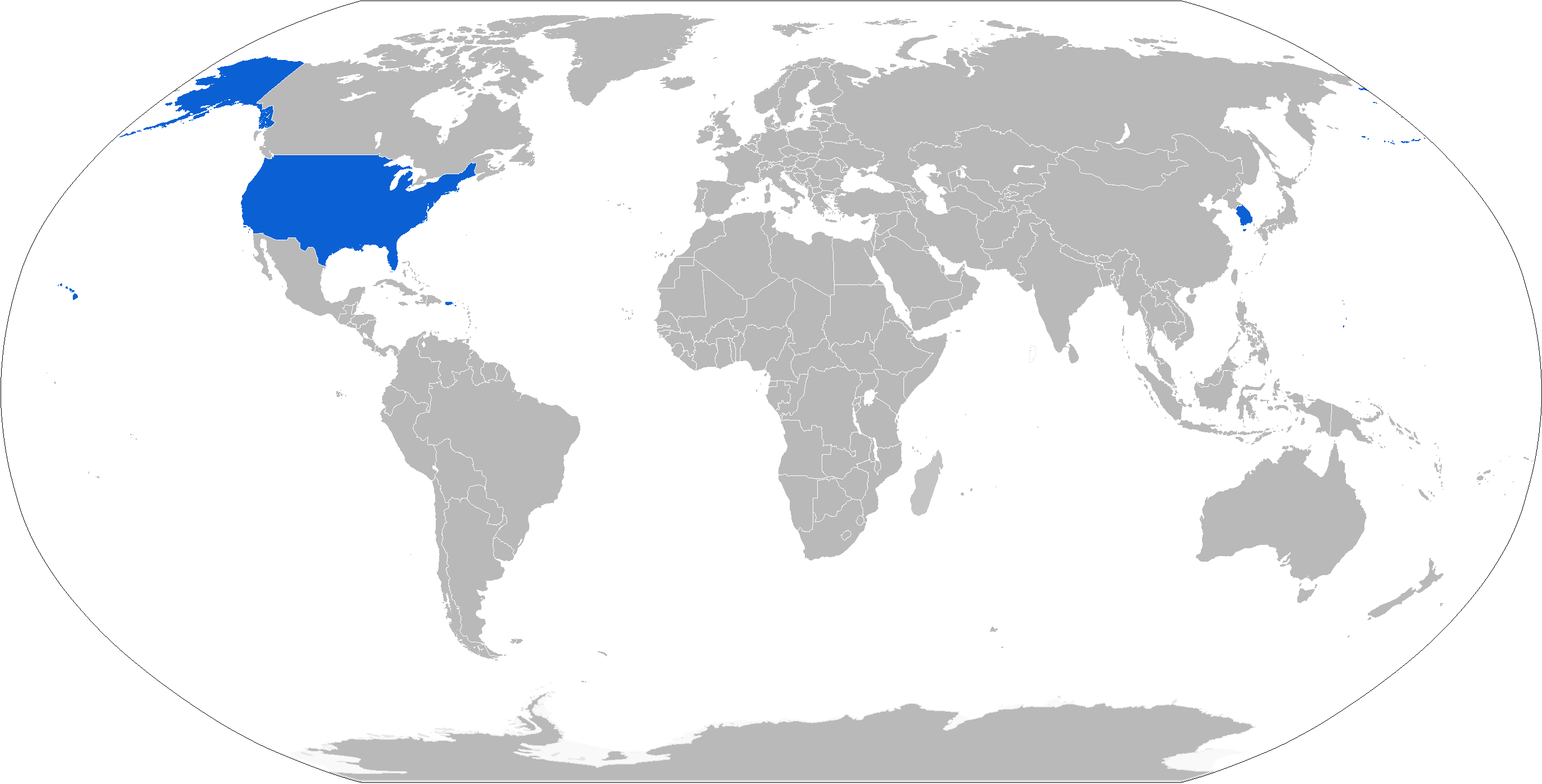
Mapa com operadores do M202 em azul

  - Exército dos EUA e Corpo de Fuzileiros Navais dos EUA[8]

## Na cultura pop
Surge utilizado no filme "Comando" pelo protagonista.